# Drużynowe otwarte mistrzostwa Europy mikstów w brydżu sportowym
Drużynowe Otwarte Mistrzostwa Europy Mikstów w brydżu sportowym (European Open Bridge Championships - Mixed) - zawody brydżowe teamów w kategorii mikstów, w których startować mogą zawodnicy ze wszystkich krajów (nie tylko europejskich) bez ograniczenia liczby zawodników z jednego kraju.
Drużynowe Otwarte Mistrzostwa Europy Mikstów (D-OME-M) obecnie wchodzą w skład  Otwartych mistrzostw Europy. Poprzednikiem tych zawodów były Drużynowe mistrzostwa Europy misktów (European Mixed Teams Championships), których 7 edycji było zorganizowanych w latach 1990..2002.
Aktualnie D-OME-M odbywających się w latach nieparzystych. W latach parzystych odbywają się Drużynowe Mistrzostwa Europy.  Zawody zostały wpisane do kalendarza EBL od roku 2003 dzięki staraniom ówczesnego Prezydenta EBL Gianarrigo Rona.

## Formuła zawodów
- W Drużynowych Otwartych Mistrzostwach Europy Mikstów w brydżu sportowym  może wziąć udział dowolna liczba drużyn (teamów);
- W drużynie mogą występować zawodnicy z różnych krajów (nie tylko europejskich);
- Nie ma ograniczenia na liczbę zawodników z jednego kraju;
- W drużynie może występować do 6 osób, ale tak, aby zawsze można było utworzyć dwie pary mikstowe;
- W pierwszej fazie drużyny rozgrywają mecze każdy z każdym w grupach;
- Najlepsze zespoły każdej grupy awansują do fazy pucharowej - ćwierćfinały, półfinały i finał;
- Zwycięzcy zawodów otrzymują złoty medal oraz tytuł Mistrza Europy;
- Drużyna, która przegrała w finale otrzymuje srebrny medal;
- W niektórych zawodach (5) był rozgrywany mecz o 3. miejsce. W pozostałych zawodach brązowe medale przyznano dwóm drużynom, które przegrały w półfinałach.

## Podsumowanie medalowe
Poniższa tabela pokazuje zdobycze medalowe poszczególnych krajów. Uwzględnione są wszystkie zawody - zarówno edycje 1..7 (Drużynowe Mistrzostwa Europy Misktów przed włączeniem do Otwartych Mistrzostw Europy), jak i edycje od numeru 8 (po włączeniu do OME).
Jeśli w drużynie, która zdobyła medal byli zawodnicy z kilku krajów, to każdemu z krajów zostaje przyznany medal - bez względu na liczbę zawodników z danego kraju w drużynie.
Po najechaniu kursorem nad liczbę medali wyświetli się wykaz zawodów (następna tabela), na których te medale zostały zdobyte.
| Drużynowe Otwarte Mistrzostwa Europy. Miksty. Podsumowanie medalowe (stan na: 27 czerwca 2013, edycje 1..13) | Drużynowe Otwarte Mistrzostwa Europy. Miksty. Podsumowanie medalowe (stan na: 27 czerwca 2013, edycje 1..13) | Drużynowe Otwarte Mistrzostwa Europy. Miksty. Podsumowanie medalowe (stan na: 27 czerwca 2013, edycje 1..13) | Drużynowe Otwarte Mistrzostwa Europy. Miksty. Podsumowanie medalowe (stan na: 27 czerwca 2013, edycje 1..13) | Drużynowe Otwarte Mistrzostwa Europy. Miksty. Podsumowanie medalowe (stan na: 27 czerwca 2013, edycje 1..13) | Drużynowe Otwarte Mistrzostwa Europy. Miksty. Podsumowanie medalowe (stan na: 27 czerwca 2013, edycje 1..13) |
| F | Kraj | Złotych | Srebrnych | Brązowych | |
| --- | --- | --- | --- | --- | --- |
| Anglia | Anglia | 2 | | 5 | |
| Argentyna | Argentyna | _00_00_01_Argentyna                                                                                          | | 1 | |
| Austria | Austria | 2 | 1 | | |
| Bułgaria | Bułgaria | 1 | | 1 | |
| Chorwacja | Chorwacja | _00_00_01_Chorwacja                                                                                          | | 1 | |
| Dania | Dania | 1 | 2 | 3 | |
| Francja | Francja | 5 | 2 | 2 | |
| Holandia | Holandia | 2 | 2 | 2 | |
| Islandia | Islandia | _00_01_00_Islandia                                                                                           | 1 | | |
| Izrael | Izrael | 1 | | 2 | |
| Litwa | Litwa | _00_00_01_Litwa                                                                                              | | 1 | |
| Meksyk | Meksyk | 1 | | | |
| Monako | Monako | _00_00_01_Monako                                                                                             | | 1 | |
| Niemcy | Niemcy | 1 | 2 | 1 | |
| Norwegia | Norwegia | 2 | | 1 | |
| Rosja | Rosja | _00_01_02_Rosja                                                                                              | 1 | 2 | |
| Słowenia | Słowenia | _00_00_01_Słowenia                                                                                           | | 1 | |
| Szkocja | Szkocja | _00_00_03_Szkocja                                                                                            | | 3 | |
| Szwecja | Szwecja | _00_02_01_Szwecja                                                                                            | 2 | 1 | |
| Turcja | Turcja | _00_00_01_Turcja                                                                                             | | 1 | |
| Stany Zjednoczone                                                                                            | USA | 1 | | 1 | |
| Włochy | Włochy | 1 | 1 | 1 | |
| Razem | Razem | 20 | 14 | 31 | |

## Wyniki (medalowe) poszczególnych zawodów
Poniższa tabela zawiera medalowe pozycje Drużynowych Mistrzostw Europy Misktów (edycje 1..7) jak i Drużynowych Otwartych Mistrzostw Europy Mikstów (edycje od 8).
| Otwarte Mistrzostwa Europy. Teamy. Kategoria Miksty. (stan na: 29 czerwca 2013, edycje 1..13) | Otwarte Mistrzostwa Europy. Teamy. Kategoria Miksty. (stan na: 29 czerwca 2013, edycje 1..13) | Otwarte Mistrzostwa Europy. Teamy. Kategoria Miksty. (stan na: 29 czerwca 2013, edycje 1..13)                         |
| Lp                                                                                            | M                                                                                             | Zespół i skład |
| --------------------------------------------------------------------------------------------- | --------------------------------------------------------------------------------------------- | --- |
| 13:                                                                                           | 2013, 15 do 29 czerwca, Ostenda, (Belgia), 98 zespołów                                        | 2013, 15 do 29 czerwca, Ostenda, (Belgia), 98 zespołów                                                                |
| 13:                                                                                           | 1                                                                                             | NedAut: Huub Bertens, Marion Michielsen, Ricco van Prooijen, Jovanka Smederevac, Martine Verbeek, Sascha Wernle       |
| 13:                                                                                           | 2                                                                                             | Austria: Iris Grumm, Arno Lindermann, Martin Schifko, Terry Weigkricht                                                |
| 13:                                                                                           | 3                                                                                             | Schaltz: Nadia Bekkouche, Peter Fredin, Dorthe Schaltz, Peter Schaltz                                                 |
| 12:                                                                                           | 2011, 17 czerwca do 02 lipca, Poznań, (Polska), 90 zespołów                                   | 2011, 17 czerwca do 02 lipca, Poznań, (Polska), 90 zespołów                                                           |
| 12:                                                                                           | 1                                                                                             | Zimmermann: Philippe Cronier, Bénédicte Cronier, Catherine d'Ovidio, Franck Multon, Sylvie Willard, Pierre Zimmermann |
| 12:                                                                                           | 2                                                                                             | Vriend: Carla Arnolds, Ton Bakkeren, Huub Bertens, Anton Maas, Martine Verbeek, Bep Vriend                            |
| 12:                                                                                           | 3                                                                                             | Badger: Jeffrey Allerton, Frances Hinden, Graham Osborne, Paula Leslie                                                |
| 12:                                                                                           | 3                                                                                             | Mahaffey: Sam Lev, Irina Lewitina, Jim Mahaffey, Jacek Pszczoła, Judi Radin, Janice Seamon-Molson                     |
| 11:                                                                                           | 2009, 12 do 27 czerwca, San Remo, (Włochy), 91 zespołów                                       | 2009, 12 do 27 czerwca, San Remo, (Włochy), 91 zespołów                                                               |
| 11:                                                                                           | 1                                                                                             | Hauge: Rosen Gunew, Desisława Popowa, Rune Hauge, Anna Malinowski, Gunn Tove Vist, Erik Saelensminde                  |
| 11:                                                                                           | 2                                                                                             | Neve: Jean Francois Allix, Eric Mauberquez, Vanessa Reess, Joanna Zochowska                                           |
| 11:                                                                                           | 3                                                                                             | Badger: Jeffrey Allerton, Graham Osborne, Frances Hinden, Paula Leslie                                                |
| 11:                                                                                           | 3                                                                                             | De Botton: Janet de Botton, Artur Malinowski, Nicklas Sandqvist, Nevena Senior                                        |
| 10:                                                                                           | 2007, 15 do 30 czerwca, Antalya, (Turcja), 71 zespołów                                        | 2007, 15 do 30 czerwca, Antalya, (Turcja), 71 zespołów                                                                |
| 10:                                                                                           | 1                                                                                             | Dhondy: Heather Dhondy, Jeremy Dhondy, Liło Popliłow, Matiłda Popliłow                                                |
| 10:                                                                                           | 2                                                                                             | Russia: Aleksandr Dubinin, Andriej Gromow, Wiktorija Gromowa, Tatjana Ponomariowa                                     |
| 10:                                                                                           | 3                                                                                             | De Botton: Janet de Botton, Artur Malinowski, Nicklas Sandqvist, Nevena Senior                                        |
| 10:                                                                                           | 3                                                                                             | Ventin: Michel Bessis, Danièle Gaviard, Julien Gaviard, Nathalie Frey, Juan Carlos Ventin                             |
| 9:                                                                                            | 2003, 16 czerwca do 2 lipca, Arona, (Hiszpania), 70 zespołów                                  | 2003, 16 czerwca do 2 lipca, Arona, (Hiszpania), 70 zespołów                                                          |
| 9:                                                                                            | 1                                                                                             | Erichsen: Boye Brogeland, Tonje Aasand Brogeland, Tor Helness, Gunn Helness, Espen Erichse, Helen Erichsen            |
| 9:                                                                                            | 2                                                                                             | Goldberg SWE: Lars Goldberg, Ulla-Britt Goldberg, Bengt-Erik Efraimsson, Helena Svedlund                              |
| 9:                                                                                            | 3                                                                                             | Herbst: Ilan Herbst, Roni Barr, Elisabeth van Ettinger, Jan van Cleeff, Marion Michielsen                             |
| 9:                                                                                            | 3                                                                                             | Brigada: Maija Romanovska, Karlis Rubins, Marija Lebiediewa, Igor Chazanow                                            |
| 8:                                                                                            | 2003, 14 do 28 czerwca, Mentona, (Francja), 118 zespołów                                      | 2003, 14 do 28 czerwca, Mentona, (Francja), 118 zespołów                                                              |
| 8:                                                                                            | 1                                                                                             | Welland: Roy Welland, Christal Henner-Welland, Robert (Bobby) Levin, Jill Levin, Magy Rosenberg, Debbie Rosenberg     |
| 8:                                                                                            | 2                                                                                             | Bertheau: Kathrine Bertheau, Catarina Midskog, Fredrik Nyström, Magnus Eidur Magnusson                                |
| 8:                                                                                            | 3                                                                                             | Hague: Suzanne Cohen, Paula Leslie, Rune Hauge, Jan Petter Svendsen, Siv Thoresen, Artur Malinowski                   |
| 8:                                                                                            | 3                                                                                             | Schaltz: Jens Auken, Lars Blakset, Dorthe Schaltz, Sabine Auken                                                       |
| 7:                                                                                            | 2002, 16 do 22 marca, Ostenda, (Belgia), 92 zespołów                                          | 2002, 16 do 22 marca, Ostenda, (Belgia), 92 zespołów                                                                  |
| 7:                                                                                            | 1                                                                                             | Lavazza: Monica Cuzzi, Giorgio Duboin, Guido Ferraro, Maria Teresa Lavazza, Alfredo Versace, Maria Erhart             |
| 7:                                                                                            | 2                                                                                             | Stoppa: Danièle Avon, Marianne Serf, Jean-Louis Stoppa, Francois Stretz                                               |
| 7:                                                                                            | 3                                                                                             | Popova: Rosen Gunew, Desisława Popowa, Ofer Haramati, Ahu Zobu                                                        |
| 6:                                                                                            | 2000, 18 do 24 marca, Bellaria, (Włochy), 101 zespołów                                        | 2000, 18 do 24 marca, Bellaria, (Włochy), 101 zespołów                                                                |
| 6:                                                                                            | 1                                                                                             | Auken J: Jens Auken, Dorthe Schaltz, Peter Schaltz, Sabine Auken                                                      |
| 6:                                                                                            | 2                                                                                             | Maybach R.: Anne Gladiator, Robert Maybach, Clemens Oelker, Ulrike Schreckenberger                                    |
| 6:                                                                                            | 3                                                                                             | Volina: Andriej Gromow, Wiktorija Gromowa, Wadim Chołomiejew, Jelena Choniczewa, Andriej Szudniew, Wiktorija Wolina   |
| 5:                                                                                            | 1998, 28 marca do 3 kwietnia, Akwizgran, (Niemcy), 97 zespołów                                | 1998, 28 marca do 3 kwietnia, Akwizgran, (Niemcy), 97 zespołów                                                        |
| 5:                                                                                            | 1                                                                                             | Bessis: Michel Bessis, Véronique Bessis, Paul Chemla, Catherine Saul                                                  |
| 5:                                                                                            | 2                                                                                             | Wanner: Mark Bakker, Jhpm Begas, Ine Gielkens, Matrin Wanner                                                          |
| 5:                                                                                            | 3                                                                                             | Ivancic: Milka Ivancic, Izvorka Petrovic, Sandra Ruso, Zoran Vukelic, Branislav Protega                               |
| 4:                                                                                            | 1996, 18 do 23 marca, Monte Carlo, (Monako), 84 zespołów                                      | 1996, 18 do 23 marca, Monte Carlo, (Monako), 84 zespołów                                                              |
| 4:                                                                                            | 1                                                                                             | Bessis: Michel Bessis, Paul Chemla, Catherine Saul, Véronique Bessis                                                  |
| 4:                                                                                            | 2                                                                                             | Auken: Daniela von Arnim, Georg Nippgen, Klaus Reps, Sabine Auken                                                     |
| 4:                                                                                            | 3                                                                                             | Blakset: Jens Auken, Lars Blakset, Charlotte Koch-Palmund, Dorthe Schaltz                                             |
| 3:                                                                                            | 1994, 22 do 27 marca, Barcelona, (Hiszpania), 110 zespołów                                    | 1994, 22 do 27 marca, Barcelona, (Hiszpania), 110 zespołów                                                            |
| 3:                                                                                            | 1                                                                                             | Van Der Pas: Anton Maas, Kees Tammens, Bep Vriend, Marijke van der Pas                                                |
| 3:                                                                                            | 2                                                                                             | Norris: Jens Auken, Charlotte Koch-Palmund, Steen Moller, Judy Norris                                                 |
| 3:                                                                                            | 3                                                                                             | Mouiel: Danièle Gaviard, Alain Levy, Sylvie Willard, Herve Mouiel                                                     |
| 2:                                                                                            | 1992, 24 do 29 marca, Ostenda, (Belgia), 76 zespołów                                          | 1992, 24 do 29 marca, Ostenda, (Belgia), 76 zespołów                                                                  |
| 2:                                                                                            | 1                                                                                             | Pilon: Christian Mari, Mari-France Renoux, Philippe Rey, Marion Roth, Dominique Pilon                                 |
| 2:                                                                                            | 2                                                                                             | Lavazza: Norberto Bocchi, Emanuele De Sario, Simonetta Paoluzi, Italo Santia, Alfredo Versace, Maria Teresa Lavazza   |
| 2:                                                                                            | 3                                                                                             | Tammens: Carla Arnolds, Anton Maas, Marijke van der Pas, Bep Vriend, Kees Tammens                                     |
| 1:                                                                                            | 1990, 21 do 25 marca, Bordeaux, (Francja), 96 zespołów                                        | 1990, 21 do 25 marca, Bordeaux, (Francja), 96 zespołów                                                                |
| 1:                                                                                            | 1                                                                                             | Chevalley: Paul Chemla, Elizabeth Faivre, Regis Lesguilleier, Nicole Lesguillier, Philippe Toffier, Ginette Chevalley |
| 1:                                                                                            | 2                                                                                             | Moeller: Jens Auken, Johannes Hulgaard, Judy Norris, Kirsten Steen Moller                                             |
| 1:                                                                                            | 3                                                                                             | Lavazza: Norberto Bocchi, Andrea Buratti, Gabriella Olivieri, Italo Santia, Marilina Vanuzzi, Maria Teresa Lavazza    |